# Баласанян, Владимир Эдуардович
Владимир Эдуардович Баласанян (18 февраля 1948, Москва, РСФСР, СССР) — российский признанный эксперт в области информационных технологий, кандидат технических наук, предприниматель, основатель и генеральный директор компании «Электронные офисные системы» — одного из ведущих российских производителей и поставщиков систем автоматизации документооборота, ECM-систем и электронных архивов. Его деятельность направлена на полный переход от бумажного к электронному документообороту в органах государственной власти.  
Участник Экспертного совета по российскому ПО, член «Гильдии Управляющих Документацией». Является разработчиком ГОСТ систем электронного документооборота. Награждён Почётной грамотой Минюста России. 

## Биография
Родился в Москве 18 февраля 1948 года.
В 1972 году завершил обучение в Московском энергетическом институте на факультет Автоматики и вычислительной техники.
В 1981 году в Институте проблем управления Академии наук СССР ему была присвоена учёная степень кандидата технических наук в области программирования.
В 1980—1990-х годах Баласанян стажировался в крупных международных компьютерных организациях.
В 1975—1983 годах работал в структурах Госплана СССР на должности старшего инженера.
В 1983—1991 годах осуществлял функции консультанта и инструктора Общего отдела ЦК КПСС.
С 1991 года Баласанян работал в Администрации Президента России, был начальником отдела Управления информационных ресурсов. В тот период начало массовое использование компьютеров и возникли задачи по использованию современных аппаратных и программных средств.
В 1994 году он основал и возглавил компанию «Электронные Офисные Системы». 
В 2018 году Баласанян вошёл в состав рабочей группы по разработке требований к системам электронного документооборота органов государственной власти. В 2020 стал участником Экспертного совета по российскому ПО. 